# José Estrañi y Grau

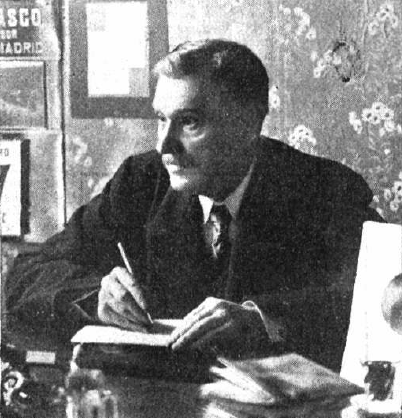
Fotografía de Estrañi publicada en 1912, cuando dirigía El Cantábrico

José Estrañi y Grau (Albacete, 5 de julio de 1840-Santander, 1919) fue un periodista y escritor satírico español.

## Biografía

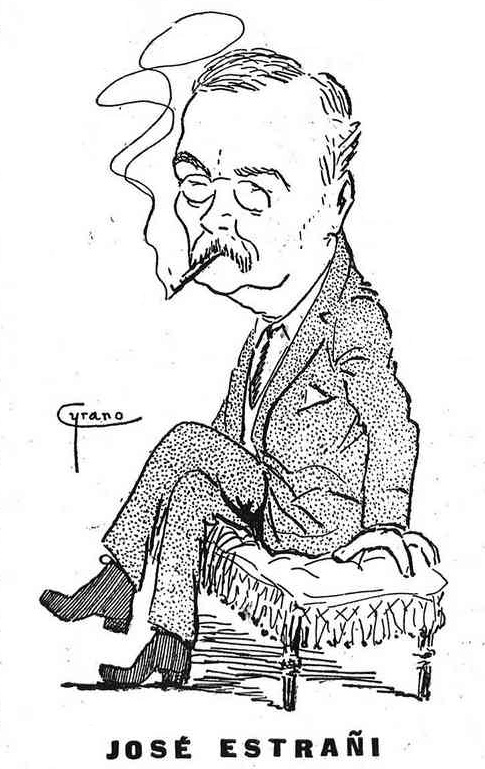
Caricaturizado por Cyrano (1911)

Nacido el 5 de julio de 1840 en Albacete, hijo de los catalanes José Estrañi Sacristá —administrador de la Compañía de Diligencias— y Tecla Grau Farigola, pasó su infancia y juventud en León, Oviedo, Madrid y Medinaceli. Se inició en Valladolid fundando varios periódicos entre los que destacan La Murga y El Trueno Gordo, que alcanzó gran difusión. En 1877 se asentó en Santander, Cantabria, donde ejerció de redactor en La Voz Montañesa, publicando unos comentarios satíricos llamados «pacotillas» que alcanzan gran popularidad, reproduciéndose en todos los periódicos del país; en 1895 abandonaó La Voz Montañesa para convertirse en director del nuevo diario El Cantábrico, cargo que ocupó hasta su muerte. De fácil pluma, escribió también varias obras teatrales.
Llegó a ser excomulgado en dos ocasiones. Falleció en 1919. Tiene dedicada una calle en Santander, en la localidad de Peñacastillo, así como un monumento en la avenida de la Reina Victoria.